# Монгаюрбэй
Монгаюрбэй  (также Манго-Юрибей) — река в России, протекает по Ямало-Ненецкому АО. Вытекает из озера Монгаюрбэймалто в южной части Тазовского полуострова в Надымском районе на высоте 34 м над уровнем моря. В среднем течении пересекает границу с Тазовским районом. На всём протяжении течёт на северо-восток. В нижнем течении образует административную границу между Надымским и Тазовским районами ЯНАО. Ниже впадения Верхней Харвуты берега обрывистые, покрытые озёрной тундрой и лесотундрой. Впадает с запада в Тазовскую губу, южнее устья реки Харалянг. Перед устьем ширина реки достигает 80 м, а глубина — 1,5 м. Длина реки составляет 117 км. Площадь водосборного бассейна — 1120 км². Активно меандрирует.

## Притоки
(слева указано расстояние от устья, справа — длина)
- 42 км: Нижняя Харвута (лв) — 26 км
- 54 км: Верхняя Харвута (лв) — 35 км
- 71 км: Харвута (пр) — 27 км
- 111 км: Нёликуяха (лв) — 10 км

## Данные водного реестра
По данным государственного водного реестра России относится к Нижнеобскому бассейновому округу, водохозяйственный участок — реки бассейна Карского моря от восточной границы бассейна реки Надым до северо-западной границы бассейна реки Пур, речной подбассейн реки — подбассейн отсутствует. Речной бассейн реки — Пур.
Код объекта в государственном водном реестре — 15040000212115300054693.